# ألدو إسترادا
ألدو إسترادا (بالإسبانية: Aldo Estrada Choque) هو محامي وسياسي بيروفي، ولد في 1901 في بيرو. حزبياً، نشط في Union for Peru ‏. وقد انتخب عضو مجلس الشيوخ البيروفي ‏.
1. ↑   https://infogob.jne.gob.pe/Politico/FichaPolitico/aldo-vladimiro-estrada-choque_historial-partidario_LdCRtu8xBnc=Cu. اطلع عليه بتاريخ 2024-01-20. {{استشهاد ويب}}: |url= بحاجة لعنوان (مساعدة) والوسيط |title= غير موجود أو فارغ (من ويكي بيانات) (مساعدة)